# Lučiště

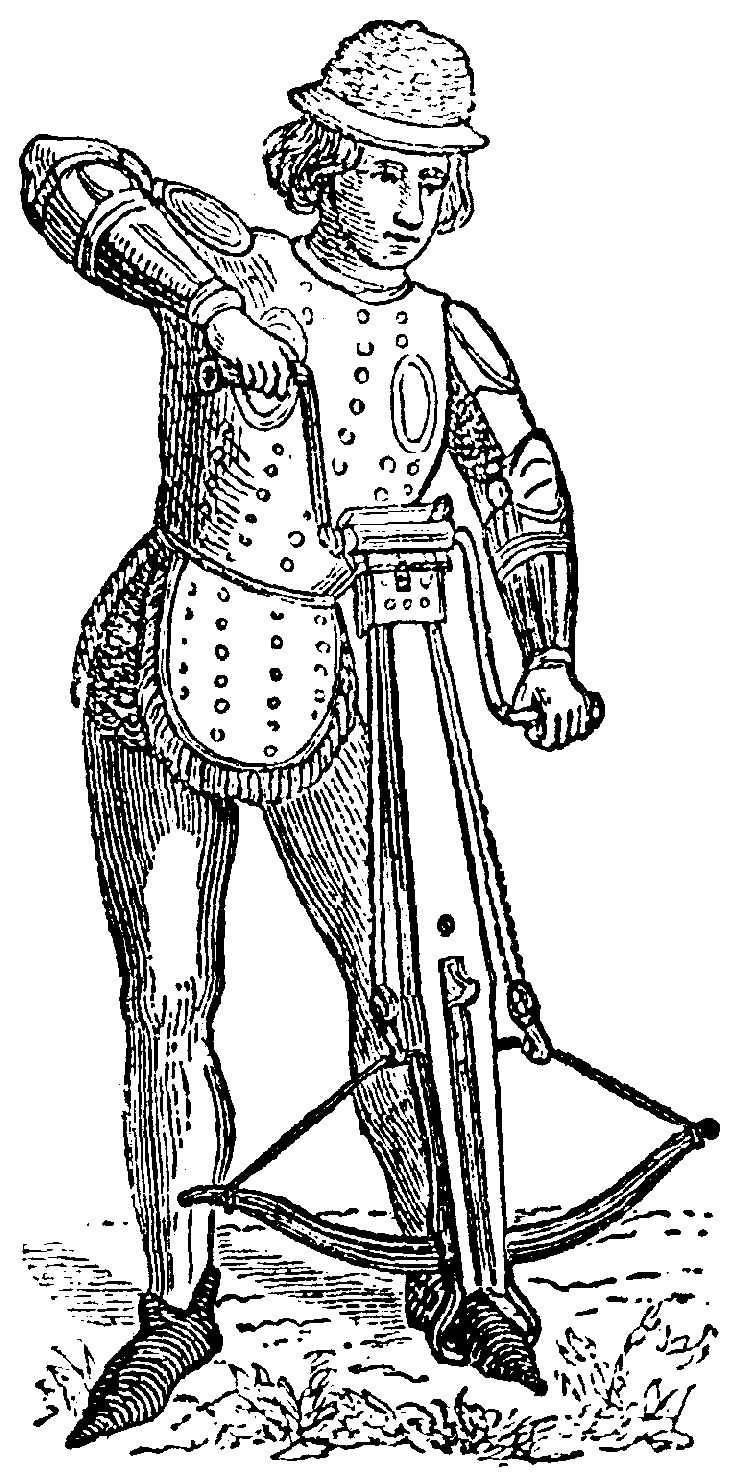
Kušník natahuje tětivu a lučiště kuše pomocí napínacích klik

Lučiště je mechanická část luku, kuše, balisty nebo vrhače oštěpů, která je napínána tětivou. Jde vlastně o akumulaci kinetické energie, která je umožněna pružností použitého materiálu tětivy i lučiště. Lučiště tedy funguje na principu napnuté pružiny. Lučiště má vždy vyklenutý tvar přibližně ve tvaru obloukové výseče, kdy při napínání je střed výseče fixován buďto rukou střelce (u luku) nebo pevným rámem u kuše či balisty a tětiva tahem napíná shodnou silou oba okraje lučiště.
Lučiště je také zastaralý výraz pro kuši.